# Patrimônio histórico de Brasília

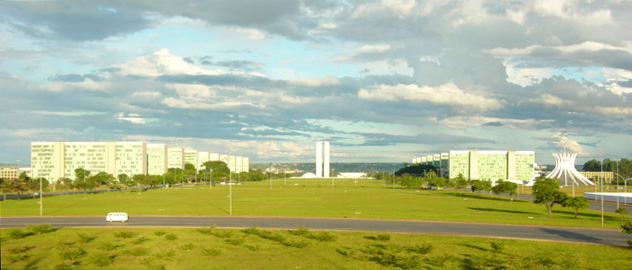
Vista da Esplanada dos ministérios, exemplo de patrimônio histórico de Brasília.

Em direito, patrimônio (pt-BR) ou património (pt) são os bens, direitos e obrigações de valor econômico e pertencentes a uma pessoa ou empresa. Já em contabilidade, é a parte jurídica e material da azienda Patrimônio histórico (português brasileiro) ou património histórico (português europeu) é um título conferido a um bem móvel, imóvel ou natural, que seja considerado valioso para um povo, uma sociedade, uma região, um povoado, ou uma comunidade. 
O patrimônio dito histórico não costuma ter um valor puramente histórico, mas em geral está intimamente interligado a um ou mais de uma série de outros atributos, de natureza estética, cultural, artística, ambiental, social, simbólica, documental, científica, antropológica, religiosa, espiritual e outras
Patrimônio histórico de Brasília se refere aos bens pertencentes a cidade, bens tombados, bens culturais, sociais, artísticos, entre outros que dizem respeito a valores da cidade. 

## Definições Legais
Segundo a LEI Nº 47, DE 02 DE OUTUBRO DE 1989:
Art. 1º - O patrimônio histórico, artístico e natural do Distrito Federal é constituído por:
I - bens, móveis e imóveis, existentes em seu território, cuja conservação seja do interesse público;

II - monumentos naturais, sítios e paisagens que importa conservar e proteger; 

## Tombamento do patrimônio cultural

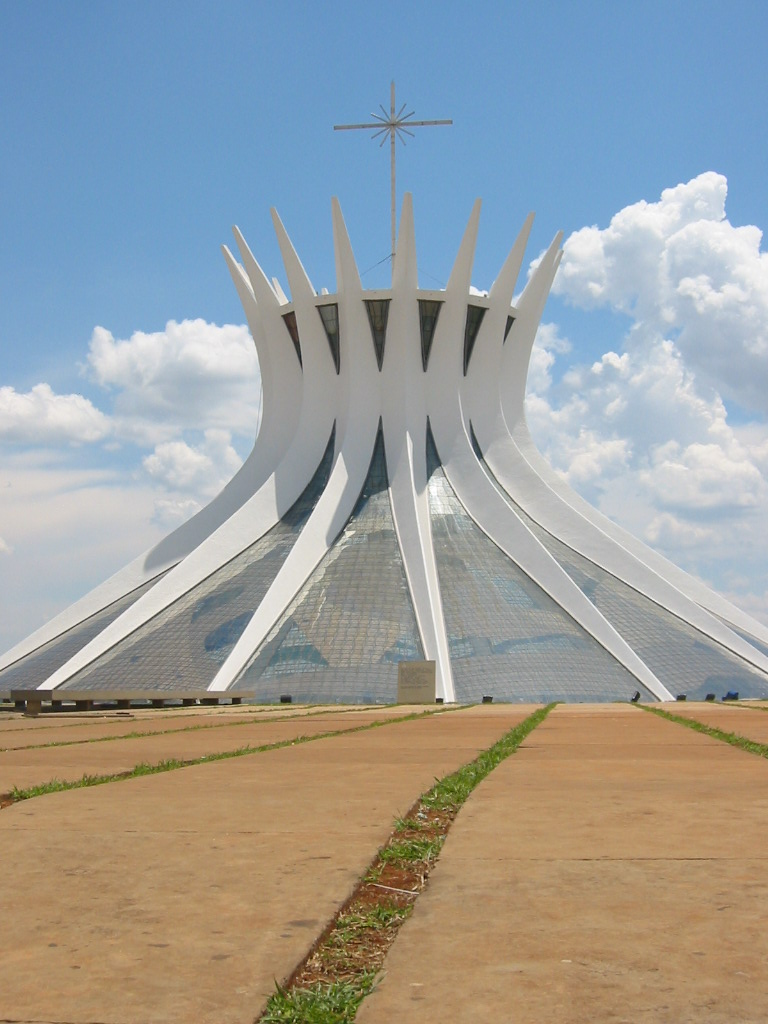
Catedral Metropolitana de Brasília, exemplo de bem tombado como patrimônio cultural de Brasília.

Em 1987, Brasília foi inscrita na Lista do Patrimônio Cultural da Humanidade, da Organização das Nações Unidas para a Cultura, Ciência e Educação (UNESCO).

O Patrimônio cultural de Brasília é composto por monumentos, edifícios ou sítios que tenham valor histórico, estético, arqueológico, científico, etnológico ou antropológico, e a  compreensão da sua preservação reafirma a necessidade de se executar políticas públicas capazes de assegurar a proteção desse patrimônio.
Brasília é uma verdadeira obra de arte modernista a céu aberto. A cidade, especificamente o Plano Piloto, é um exemplo da aplicação do urbanismo moderno. O traçado original e a organização em quatro escalas – monumental, residencial, gregária e bucólica –, por si sós, fazem de Brasília uma cidade única, conferindo-lhe relevância na milenar história do urbanismo.
Bens tombados: Conjunto Urbanístico de Brasília, Catedral Metropolitana de Brasília, Placa de Ouro oferecida à Rui Barbosa, Catetinho e Coleção Arqueológica João Alfredo Rohr,Teatro Nacional, Capela Nossa Senhora de Fátima; Casa de Chá; Congresso Nacional, Conjunto Cultural da República, Conjunto Cultural Funarte, Edifício do Touring Club do Brasil, Espaço Lúcio Costa, Espaço Oscar Niemeyer, Memorial dos Povos Indígenas, Memorial JK, Conjunto dos Ministérios e anexos, Museu da Cidade, Conjunto do Palácio da Alvorada (incluindo a capela), Palácio da Justiça, Palácio do Planalto, Palácio Itamaraty e anexos, Palácio Jaburu, Panteão da Liberdade e Democracia, Pombal, Praça dos Três Poderes, Quartel General do Exército e Supremo Tribunal Federal. 
Bens móveis e integrados: Foi realizado o inventário do conjunto da obra de Athos Bulcão em Brasília (IMBMI), conjunto documental editado e disponibilizado para o público.